# ジョサイア・グメデ
ジョサイア・グメデ（英語: Josiah Zion Gumede、1919年9月19日 – 1989年3月28日）は、ジンバブエの政治家。イギリスの植民地であったローデシアで独立運動及びローデシア紛争に参加、ジンバブエ＝ローデシア共和国初代大統領に就任。1980年、現在のジンバブエの誕生も見届けた。

## 概要
ジョサイア・グメデは南ローデシアのブビ地区（現北マタベレランド州）のベンベシで生まれた。デイヴィッド・リヴィングストン記念伝道所とマトポ伝道所で教育を受けた後、1946年にケープ州（南アフリカ）で高等教育を受ける。その後教師となりさまざまなキリスト教主義学校や公立学校で教鞭をとり、校長として教職を終えた。1960年から1962年にかけて、ロンドンのローデシア・ハウスでローデシア・ニヤサランド連邦の情報・教育担当補佐官を務めた後、ナイロビのローデシア・ニヤサランド総監部一等書記官に任命された。その後、外務省に入省（1963-1965年）。
ローデシアアフリカ教師協会（当時）の事務総長、ワンキー災害救済基金理事会メンバー、部族信託土地開発公社理事、ローデシア国立自由図書館理事を務めたこともある。また、南アフリカ長老教会の長老でもあった。
グメデはイギリスのテレビ女優、ナタリー・グメデの祖父である。